# Campeonato Mundial de Ginástica Artística de 1907
O III Campeonato Mundial de Ginástica Artística transcorreu no dia 30 de junho de 1907, na cidade de Praga, Império Austro-Húngaro (atualmente República Tcheca).
Em mais uma edição, as provas foram disputadas apenas pelos homens. Ao contrário da primeira, essa também só contou com três eventos por aparelhos.

## Eventos
- Equipes
- Individual geral
- Barras paralelas
- Barra fixa
- Cavalo com alças

## Medalhistas
Masculino
| Evento           | Ouro | Prata | Bronze |
| Equipes          | Joseph Czada · Frantisek Erben · Bohumil Honzátko · Karel Sal · Josef Seidl · Karel Stary · Chéquia¹ · (951,250) | Joseph Castiglioni · Georges Charmoille · Joseph Lux · Jules Rolland · Louis Segura · Francois Vidal · França · (923,000) | Herman Carsau · Louis de Winter · Paul Giesenfeld · Karel Lannie · Paul Mangin · Leo Pouwels · Bélgica · (827,250) |
| Individual geral | Joseph Czada · Chéquia¹ · (167,250)                                                                              | Jules Rolland · França · (158,750)                                                                                        | Frantisek Erben · Chéquia¹ · (157,250)                                                                             |
| Barra fixa       | Georges Charmoille · França · Frantisek Erben · Chéquia¹ · (23,750)                                              | nenhum | Jules Rolland · Lucien Démanet · França · (23,500)                                                                 |
| Cavalo com alças | Frantisek Erben · Chéquia¹ · (22,250)                                                                            | Jules Rolland · França · (21,000)                                                                                         | Karel Sal · Chéquia¹ · (20,750)                                                                                    |
| Barras paralelas | Joseph Lux · França · (21,750)                                                                                   | Joseph Czada · Chéquia¹ · (21,500)                                                                                        | Louis Segura · França · Frantisek Erben · Chéquia¹ · (20,500)                                                      |

## Quadro de medalhas
| Ordem | País             |   |   |   |    |
| 1     | Tchecoslováquia¹ | 4 | 1 | 3 | 8  |
| 2     | França           | 2 | 3 | 2 | 7  |
| 3     | Bélgica          | 0 | 0 | 1 | 1  |
| TOTAL | TOTAL            | 6 | 4 | 6 | 16 |

- Nota¹: Como os medalhistas do Império Austro-Húngaro pertenciam a região de Bohemia, as medalhas conquistadas por esses foram remanejadas a Tchecoslováquia, anos depois pela Federação Internacional de Ginástica.